# Castelluzzo Monaldeschi-Funari
Il Castelluzzo o Castello Monaldeschi-Funari è un edificio storico fortificato tra i centri di Orvieto e Lubriano, in corrispondenza della via Romea Germanica, all’incrocio di due antiche strade: la strada romana che collegava Bolsena con alcuni guadi del Tevere; e la strada che collegava Orvieto e Ferento. Notevolmente trasformato e modificato nel corso dei secoli, conserva nelle architetture e nei documenti prove di una continuità di vita lungo nove secoli. 

## Storia

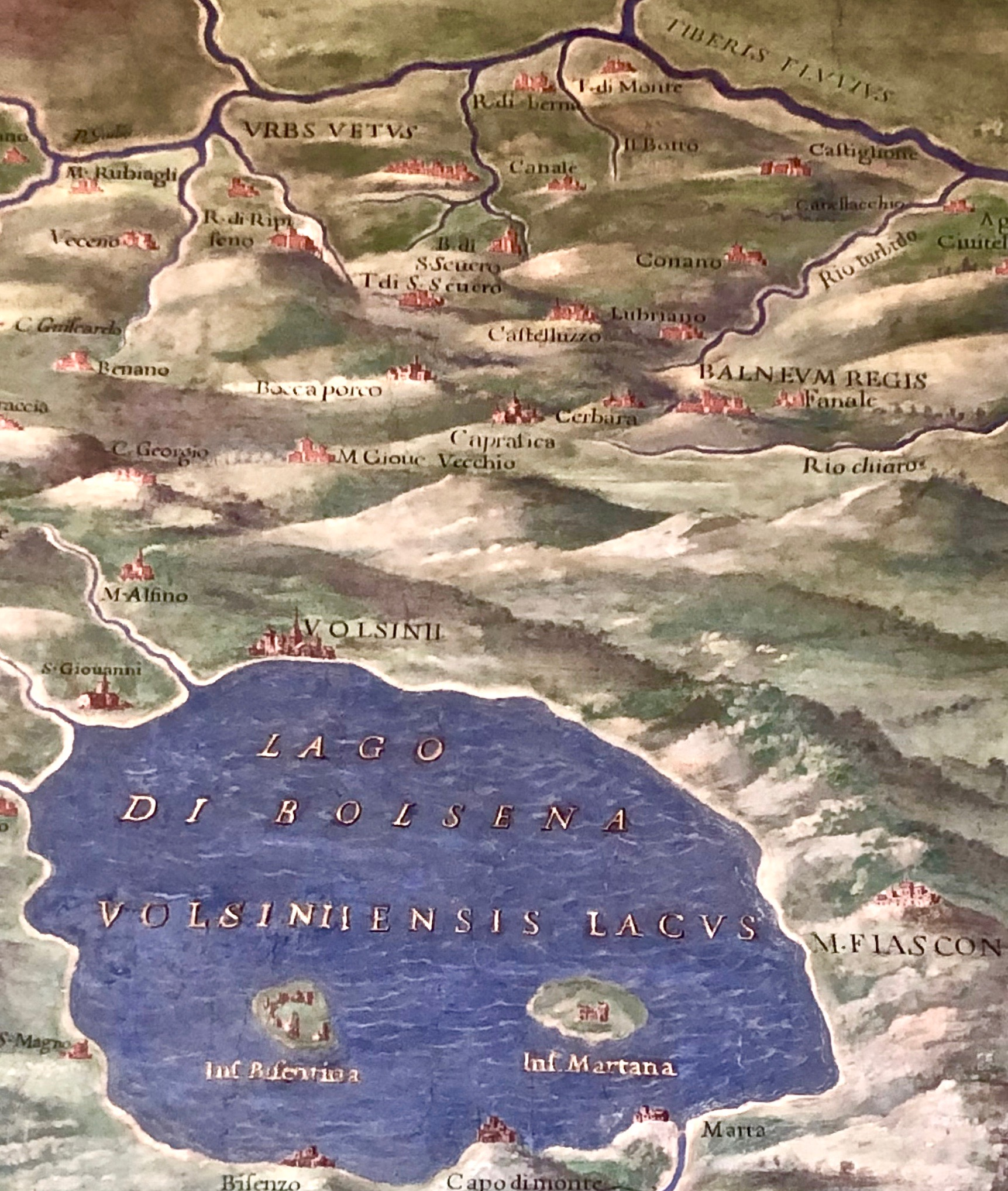
Castelluzzo nella Galleria delle carte geografiche

Probabile tappa della via Romea Germanica nel tratto da Orvieto a Lubriano, come dimostrerebbero toponimi di casolari o terreni intorno al Castelluzzo (quali l'Osteriaccia o la Valle dell'Oste, veri e propri "autogrill" dell'epoca), il Castelluzzo farebbe parte di una rete di fortificazioni insediata dalla famiglia Monaldeschi nel territorio su cui esercita fin dal secolo XI un potere feudale. Il Castelluzzo figura infatti nel Catasto Orvietano fin dal 1292. Scampato a secoli di guerre fratricide nel territorio controllato dai Monaldeschi, è espugnato e saccheggiato dal capitano di ventura Angelo di Lavello detto il Tartaglia nel 1413; il 7 agosto 1441 è il luogo degli accordi tra Orvieto e Bagnoregio da parte del Conte Simonetto di Castel di Piero. Alla fine del Cinquecento è ancora un luogo di importanza strategica nella rete viaria altolaziale, come testimonia la sua presenza, assieme ai maggiori edifici difensivi ed agglomerati urbani tra Viterbo ed Orvieto, nella Galleria delle carte geografiche di Ignazio Danti, nei Palazzi Vaticani. 

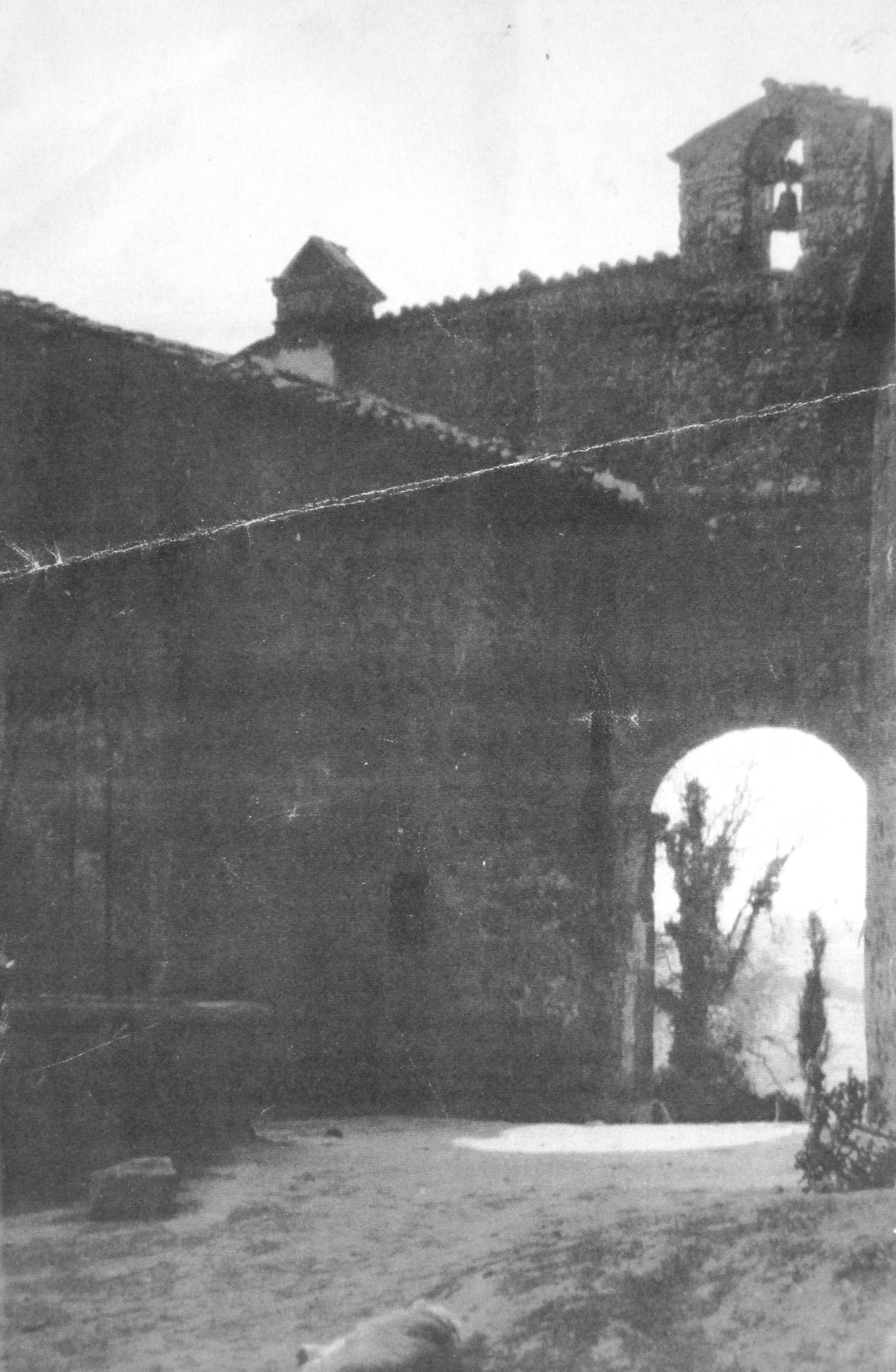
Il campanile in una immagine di fine Ottocento

Nel 1617, dalla relazione di una visita pastorale datata 1º giugno si evince che il proprietario del complesso e patrono della chiesa è ancora un Monaldeschi, Nicola. Passato di proprietà per contratto di matrimonio dai Monaldeschi alla nobile famiglia dei Buzi-Magoni di Orvieto, venne restaurato come residenza campagnola dai nuovi proprietari nel 1661 (data incisa negli architravi del piano nobile insieme al nome di Gaspar Magonius). Subì ingenti danni durante il  terremoto della valle Teverina del 1695, ancora leggibili nelle ampie risarciture seicentesche e settecentesche delle murature medievali. 
Nell'800, viene eretto un campanile a vela sull'arco di accesso, la cui campana riporta in bronzo il nome del benefattore: Roberto Magoni. In seguito il Castelluzzo è protagonista dei fatti maggiori della storia d’Italia: vi soggiornano, tra l’altro, le truppe garibaldine nel 1867:
( Adriano Sconocchia, Le camicie rosse alle porte di Roma : il tentativo garibaldino del 1867 a Roma e nello Stato Pontificio : la rivolta di Cori, Roma, Gangemi, 2011,  p. 21.)

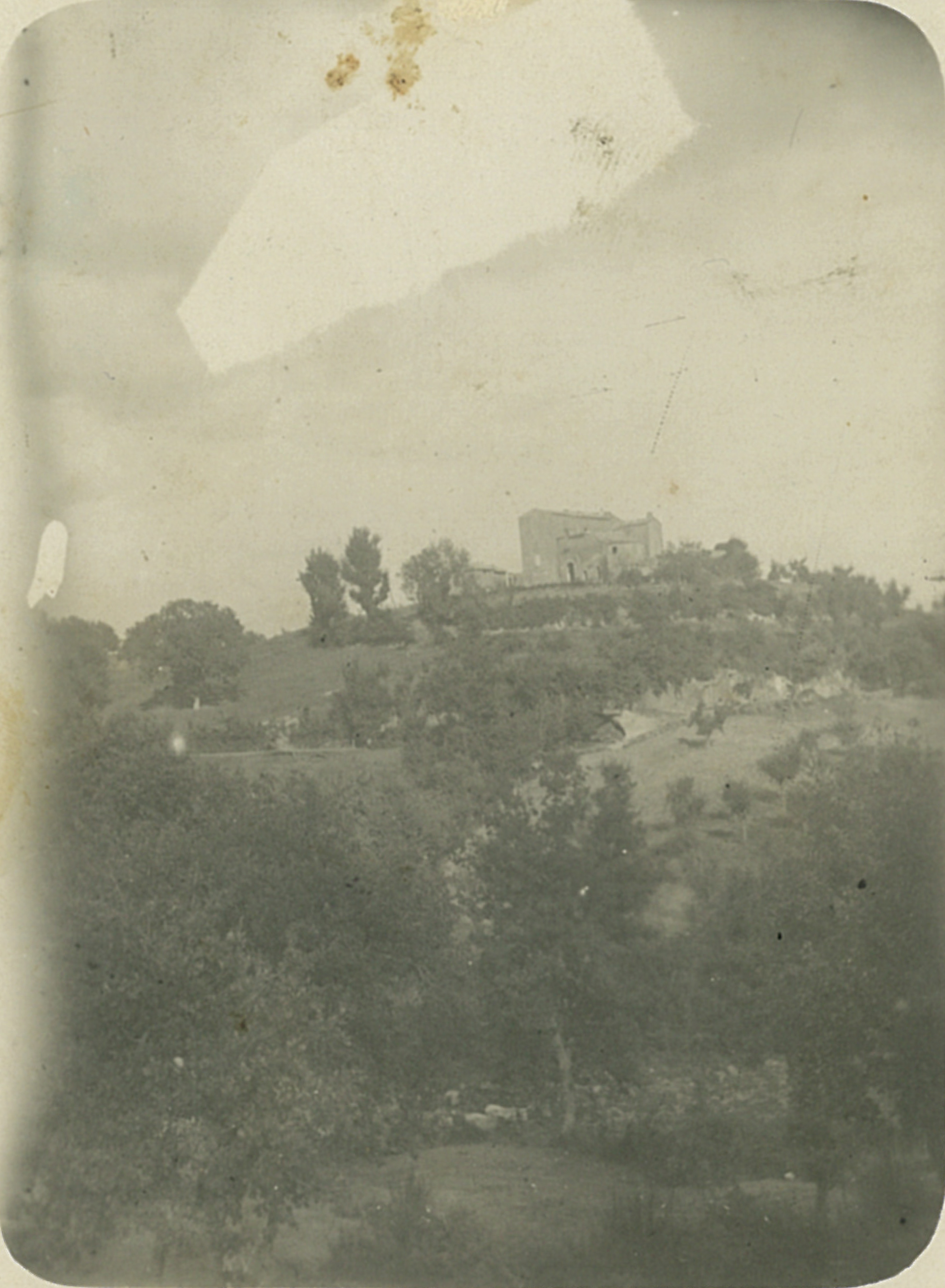
Il Castelluzzo alla fine dell'800.

Con la morte di Nazareno Magoni nel 1890, il Castelluzzo passa alla famiglia orvietana dei Montini. Occupato dalle truppe tedesche, subisce i bombardamenti alleati nel Secondo Conflitto mondiale, per rinascere, nel dopoguerra, come casa colonica. In questa veste, si dice, accoglie Federico Fellini, che lo visita durante le riprese de La Strada, nel 1952.

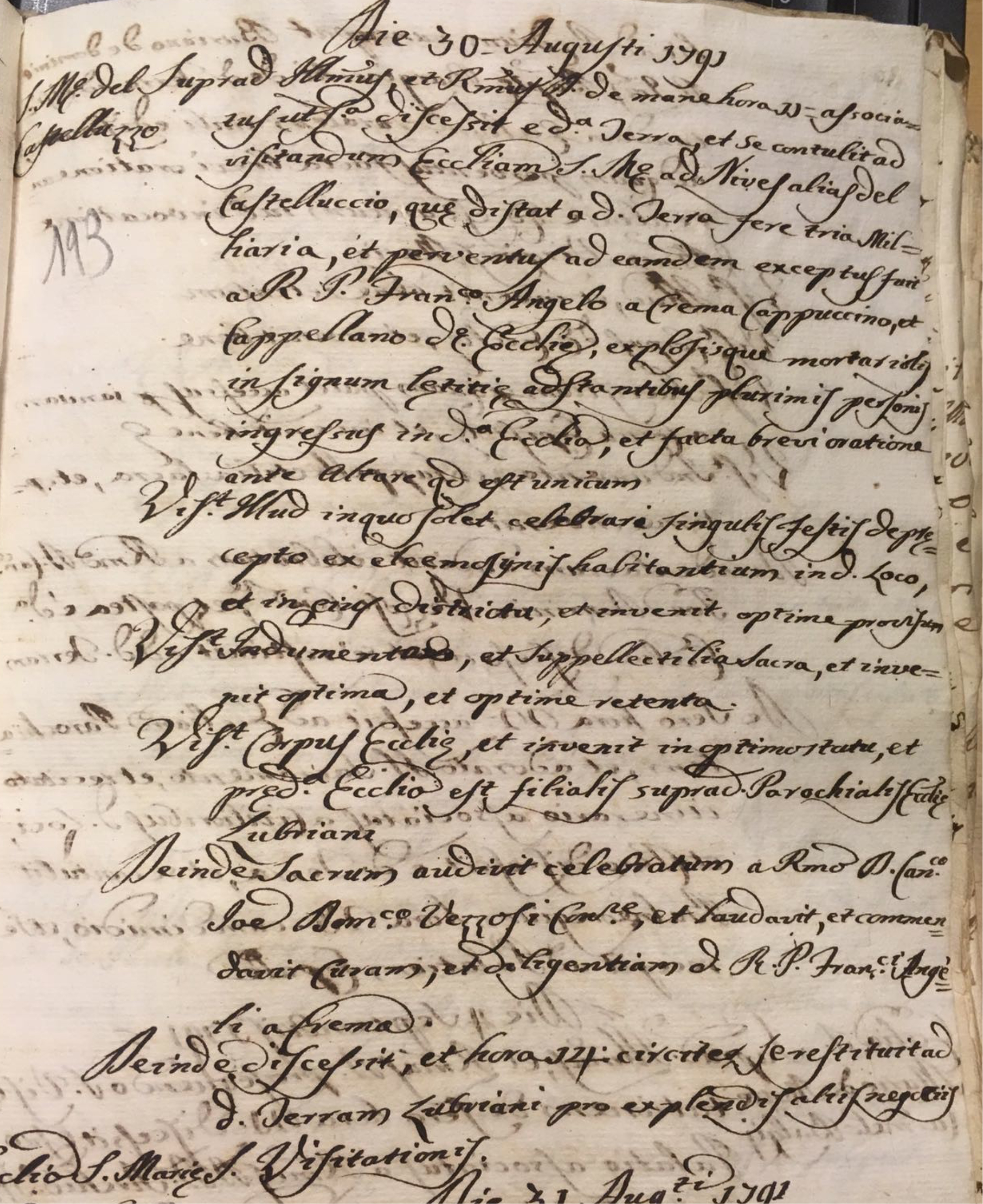
Visita pastorale del 30 Agosto 1791
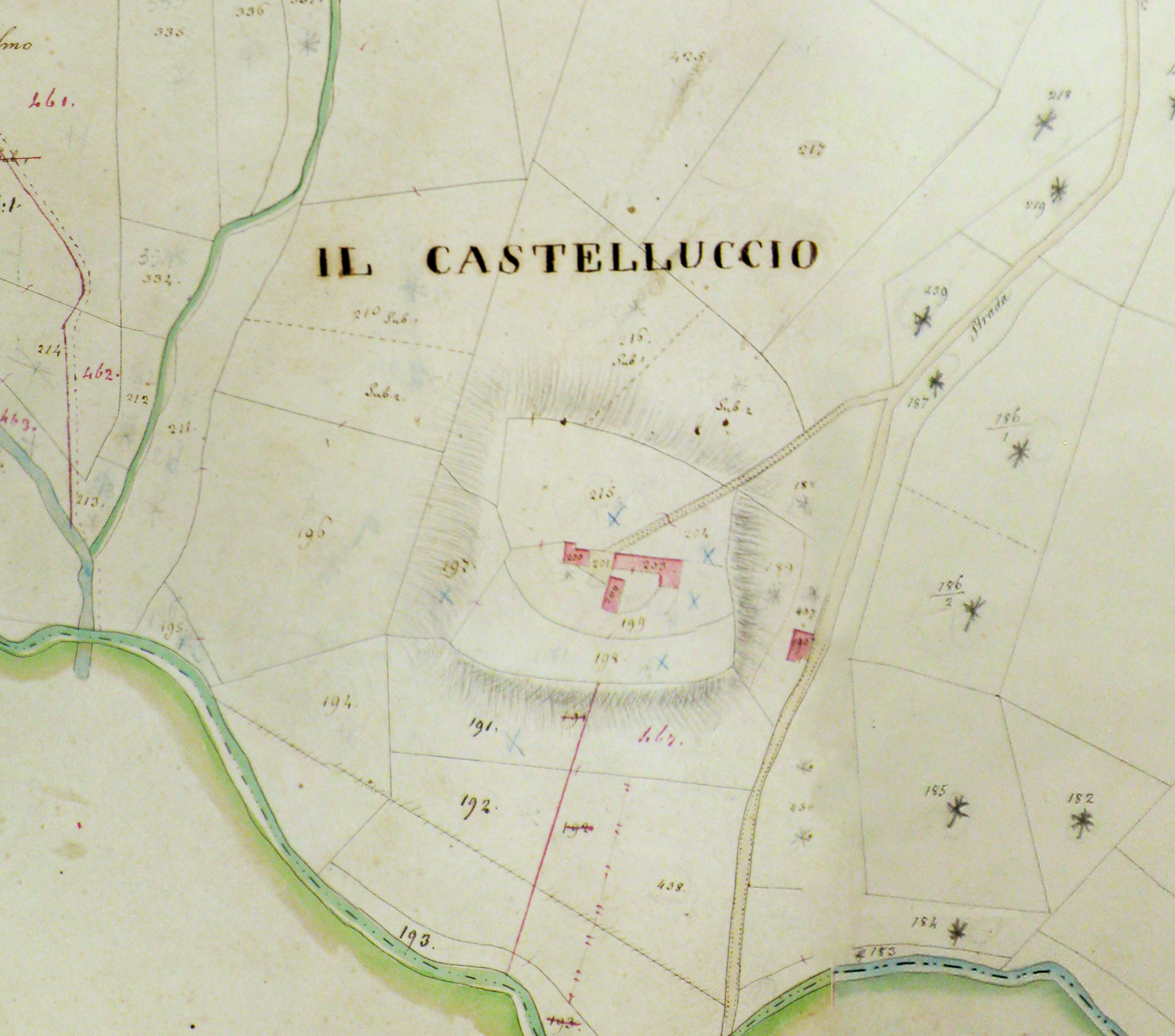
Il Castelluzzo nel catasto gregoriano (1816-1835)

## Descrizione

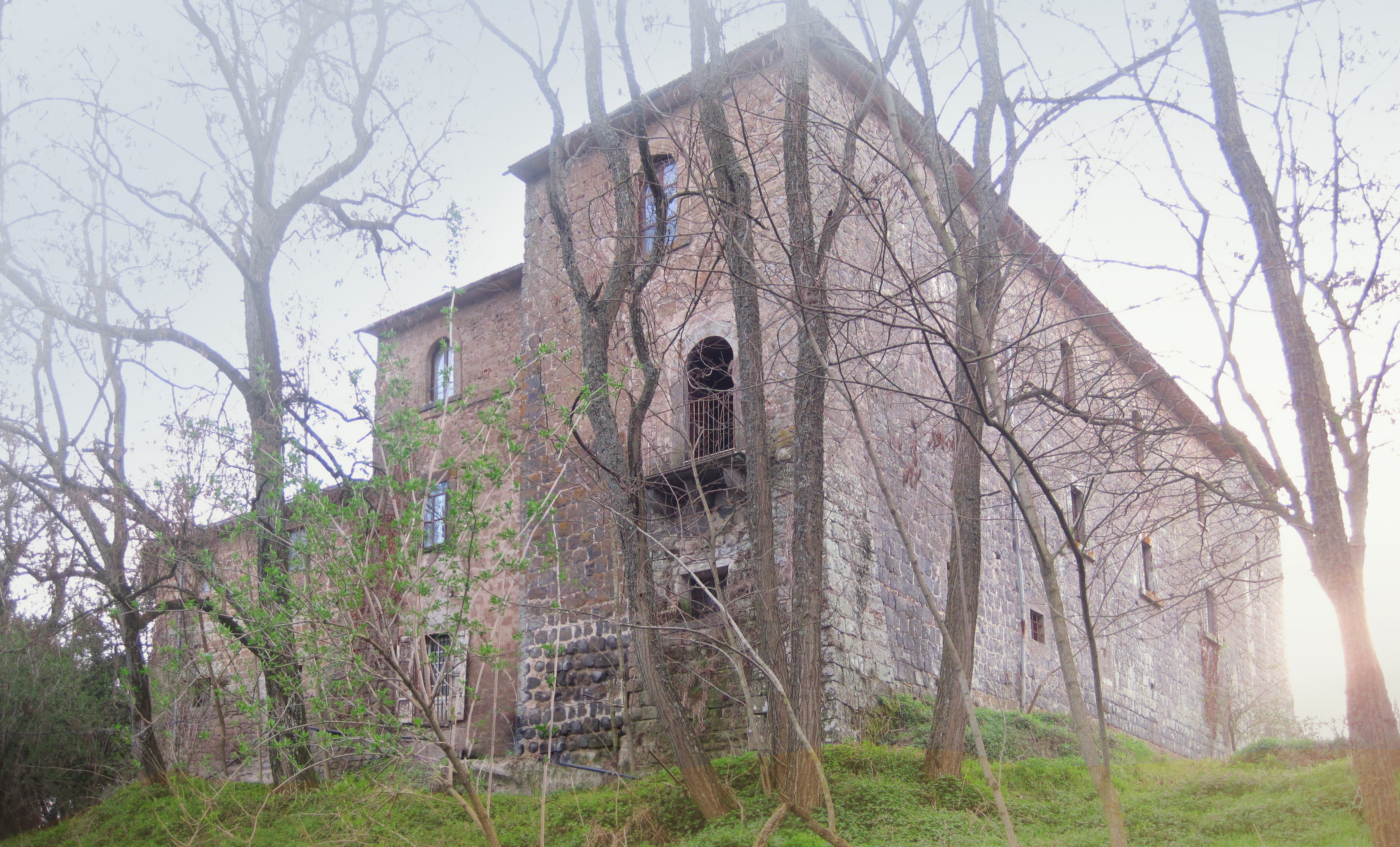
Il Castelluzzo dalla rupe dell'Osteriaccia

Il Castelluzzo sorge su un colle di tufo a tre chilometri da Lubriano, tra il Fosso Cieco ad Est e il fosso delle Brunette a Ovest, all'incrocio e a difesa di due antiche strade, la strada romana che collegava Bolsena con alcuni guadi del Tevere; e la strada che collegava Orvieto e Ferento. Il complesso fortificato si sviluppa attorno ad una corte interna provvista di una cisterna di recupero delle acque meteoriche voltata e riferibile ad un primo nucleo alto-medievale dell'insediamento.
La struttura, nata evidentemente intorno ad un maschio (oggi inglobato nel volume dell'edificio) si presenta come un grande corpo di fabbrica centrale, a tre piani, delimitato a Nord-Est e a Nord-Ovest da due torri; e circondato da altri edifici minori, che conservano nelle loro strutture lacerti dell'antica cinta muraria: una casa colonica ad Ovest; alcune rovine a Sud; un ampio granaio e garage agricolo ad Ovest, costruito negli anni Settanta del Novecento, demolendo le antiche scuderie. Fuori del recinto della piccola piazza d'armi, proprio in faccia all'arco di accesso, sorge la chiesa della Madonna della Neve, probabilmente ricavata anch'essa da antiche strutture difensive precedenti, conservante al suo interno tracce di affreschi quattrocenteschi. 
Gli interni del Castelluzzo, rimaneggiato nel XVI secolo e nelle epoche successive, poco conservano della struttura medievale.

## Chiesa di Sancta Maria ad Nives

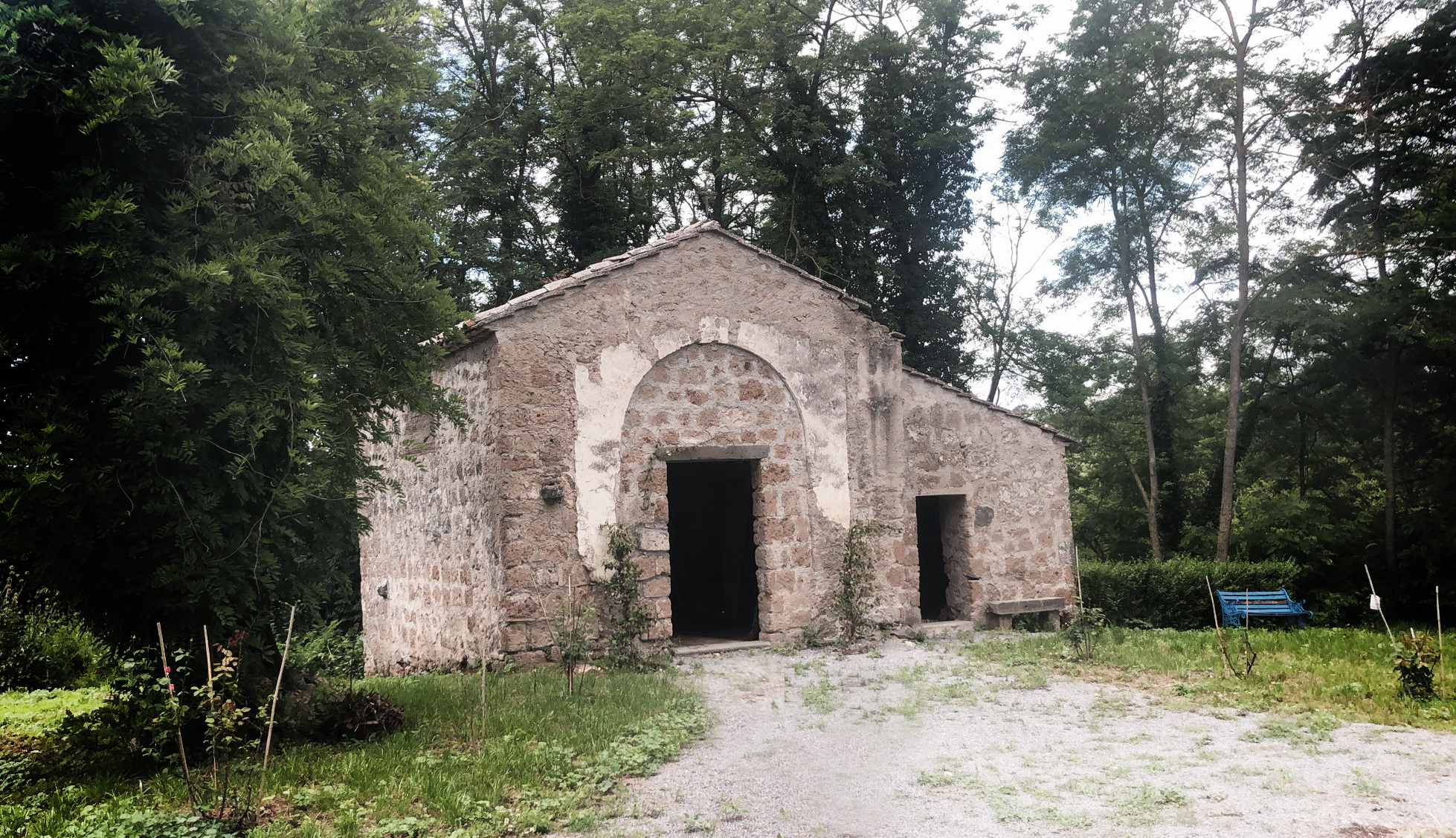
La chiesa di Sancta Maria ad Nives

Probabilmente costruita sulle vestigia di una antica torre di controllo dell'accesso al Castello, la chiesa di Santa Maria della Neve si trova subito fuori la corte ed è riconducibile ad un edificio a pianta centrale con annessa sagrestia. Al suo interno conserva una importante stratigrafia: durante i lavori di manutenzione del tetto sono state rinvenute delle feritoie murate a ridosso dell'altare oltre a resti di affreschi riferibili al XV secolo e raffiguranti San Sebastiano, sormontato dallo Spirito Santo e circondato da decori floreali e bande turchine. 
Nulla si è conservato invece delle suppellettili e dei decori di epoca neoclassica, che sono ancora in uso fino agli anni Venti del Novecento, come testimoniano documenti fotografici dell'epoca. 
Riguardo la funzione esercitata dalla chiesa nel corso dei secoli, da una causa civile datata 9 dicembre 1604 apprendiamo che essa è sede parrocchiale del territorio del Castelluzzo, ed officiata da Sacerdote Curato. Già alla fine del XVIII sec. però è ridotta a filiale della chiesa di Lubriano: 
Il giorno 30 agosto 1791, Santa Maria del Castelluzzo. Il Suddetto Illustrissimo e Reverendissimo D., alle 11 di mattina [...] [...] venne da detto paese e si recò a visitare la chiesa di Santa Maria della Neve, ossia del Castelluzzo, che dista dal paese circa tre chilometri; e una volta arrivato fu accolto dal Reverendo Padre Francesco Angelo da Crema, cappuccino, cappellano della Chiesa; in segno di letizia fu scoppiato qualche mortaretto, di fronte a parecchia gente; entrò in detta Chiesa, e fece una breve orazione davanti all’altar maggiore, che poi è l’unico che c’è. Vide il posto in cui si celebrano di solito le feste di precetto grazie alle elemosine di coloro che abitano al Castelluzzo e nel distretto cittadino, e ci trovò cose parecchio belle. Vide i paramenti e le suppellettili sacre, e ce ne trovò di ottime e anche tenute bene. Vide e trovò in ottimo stato l’edificio della Chiesa, che è una filiale della suddetta Chiesa parrocchiale di Lubriano. Quindi ascoltò la Sacra celebrazione del Reverendissimo Canonico Giovan Domenico Vezzosi [...], e si sperticò in lodi e si raccomandò alla solerzia e alla diligenza del Reverendo Padre Francesco Angelo da Crema. Quindi ridiscese, verso le due del pomeriggio circa, e si rincamminò verso il paese di Lubriano per portare a termine altri impegni che aveva alla chiesa di Santa Maria della Visitazione. Addì 31 agosto 1791
A cavallo tra Ottocento e Novecento l'edificio venne relegato alla funzione di cappella privata a servizio del maniero. Dopo il secondo conflitto mondiale l'edificio di culto viene utilizzato come scuola rurale per le famiglie coloniche. Restaurata negli anni Novanta, ricevette la visita del Servo di Dio Padre Gianfranco Maria Chiti, che vi officiò la Santa Messa. 
Conserva ancora al suo interno la Madonna Pellegrina, una effigie della Vergine del Poggio venerata a Lubriano che nel giorno di festa veniva portata in processione, benedicente, come viatico per le campagne e i casolari del territorio.

## La Torraccia

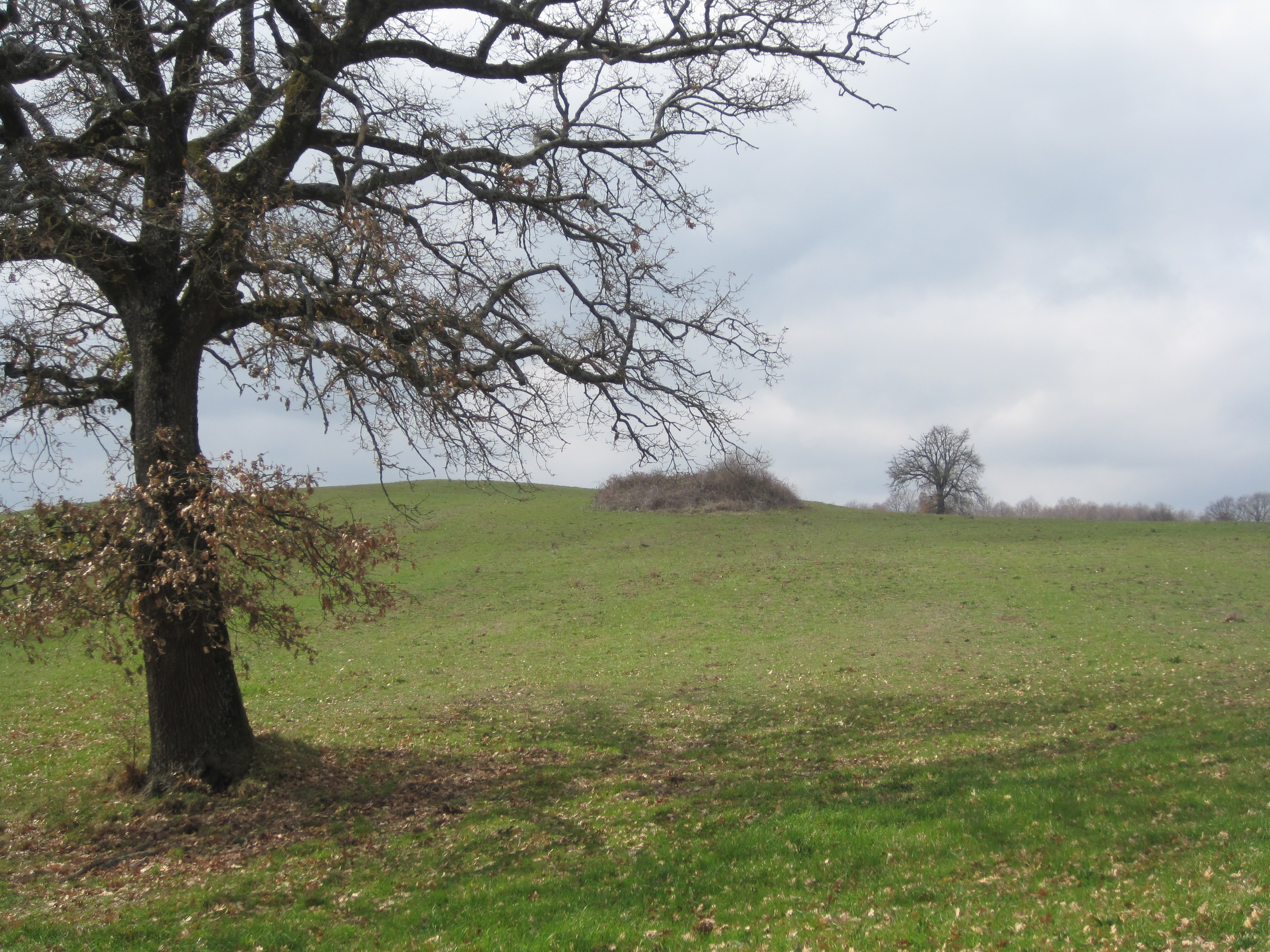
Un'immagine dei ruderi della Torraccia ricoperti dalla vegetazione

A circa due chilometri dal Castelluzzo, in direzione Nord ed esattamente all'intersezione dei due fossi che difendevano il Castelluzzo, il fosso Cieco ed il fosso delle Brunette, si trovano i resti di un sistema difensivo ulteriore ed articolato intorno una torre, sorta di testa di ponte, che vive ancora nel toponimo del podere su cui insiste (la Torraccia).